# To the Rats and Wolves
To the Rats and Wolves est un groupe allemand de thrashcore, originaire d'Essen, actif entre 2012 et 2020.

## Histoire
Formé en 2012, le groupe est issu de la dernière formation du groupe de deathcore dissous Beast War Returns. Le groupe était composé des deux chanteurs Dixi Wu et Nico Sallach, des deux guitaristes Danny Güldener et Marc Dobruk, ainsi que du bassiste Stanislaw Czywil et du batteur Simon Yildirim. Avant de rejoindre To the Rats and Wolves, Yildirim était le batteur de We Set the Sun, qui était sous contrat avec Redfield Records. Quelques mois seulement après la formation du groupe, le premier EP Young.Used.Wasted, enregistré par le guitariste Daniel Haniß d'Electric Callboy, est publié au début de l'année 2013. Entre le 6 et le 22 mars 2014, le groupe joue en première partie de Her Bright Skies, Iwrestledabearonce et Electric Callboy en Allemagne, en Suisse, aux Pays-Bas et en Italie. Seuls l'Autriche et le Royaume-Uni n'ont pas accueilli le groupe.
Le groupe se produit ensuite au Mair1 Festival, à Bochum Total et à Olgas Rock, avant de repartir en tournée en Allemagne à l'automne de la même année, en tant que support principal d'Electric Callboy,,,.
En janvier 2015, le groupe est réservé pour le Summer Breeze à Dinkelsbühl. Au début de mai 2015, Neverland, leur premier album, également autofinancé et produit par Daniel Haniß, sort. Le partenaire de vente exclusif est EMP Merchandising. En octobre 2015, le groupe commence à jouer en première partie de We Butter the Bread with Butter lors de leur tournée Wieder Geil, dont le premier concert a lieu à la Reithalle Strasse E de Dresde. Après 16 concerts, dont deux en Autriche, la tournée de concerts se termine à Hambourg en décembre 2015. En novembre 2015, le groupe annonce avoir signé un contrat de disque avec Arising Empire.
En 2019, le groupe annonce sur les réseaux sociaux sa séparation au début de 2020. Une tournée d'adieu a lieu en janvier 2020 dans quatre villes d'Allemagne. Le chanteur Nico Sallach rejoint ensuite Electric Callboy, dont il était déjà ami auparavant. Plusieurs autres membres rejoignent le groupe Ghostkid de l'ex-chanteur d'Electric Callboy, Sebastian « Sushi » Biesler.

## Discographie
- 2013 : Young.Used.Wasted (EP, Exact)
- 2015 : Neverland (Arising Empire)
- 2016 : Dethroned (Arising Empire)
- 2019 : Cheap Love (Arising Empire)